# Transatlantic Records
Transatlantic Records (TRA) was een Brits platenlabel dat furore maakte gedurende de jaren 60 en 70. Het label was gespecialiseerd in Amerikaanse en Britse folk en folkrock.
Het label werd in 1961 opgericht door Nathan Joseph, die na een bezoek aan de VS constateerde dat Amerikaanse folkmuziek nauwelijks bekend was in Europa. Het label werd gebruikt om muziek te importeren, die in de VS verscheen op labels als Prestige Records, Tradition en Riverside Records. Later werd daar muziek aan toegevoegd die verscheen op MK Records, een Russisch label. Om substantiële inkomsten te verkrijgen, moest het zich echter eerst wenden tot een uitgave van drie albums met seksuele voorlichting. Normaliter kregen uitgaven van TRA, maar deze drie haalden een verkoop van 100.000 stuks. Daardoor kreeg TRA enige lucht, maar de financiële situatie van het label zou altijd weinig rooskleurig blijven.
Eind jaren 60 trad geluidstechnicus Bill Leader toe tot de staf en hij zorgde voor een continue stroom aan opnemende artiesten. Zowel bekende als onbekende artiesten begonnen veelal hun carrière bij TRA om vervolgens tot de conclusie te komen dat opnamefaciliteiten elders beter waren, of dat ze te weinig talent hadden om in de muziekindustrie te overleven. Een aantal artiesten uit de begintijd waren The Dubliners, actrice Sheila Hancock, jazzzangeres Annie Ross, actrices Jean Hart en Isla Cameron, alsmede Shakespeare-acteur Tony Britton. Later volgden Nic Jones, Martin Simpson, Mick Ryan, Bandoggs (een band van Nic Jones), Andrew Cronshaw en Al O'Donnell. Na in eerste instantie alleen folk uit te brengen voegde men ook psychedelische muziek toe en muziek komende uit de Flowerpowerbeweging. Ook experimentele muziek kreeg een kans in de hoedanigheid van een album van Ron Geesin en The Purple Gang (Granny takes a trip). Het label heeft het zelfs gebracht tot het uitbrengen van albums van een supergroep, in dit geval Pentangle. In 1968 bracht het het verzamelalbum Listen Here! uit met muziek van onder meer Bert Jansch, John Renbourn, Gordon Giltrap en The Sallyangie.
In 1975 verkocht Joseph 75 % van zijn aandelen aan Granada Ltd., die eigenlijk niet wisten wat ze met TRA aan moesten. De cultuurverschillen tussen TRA en Granada waren daarvoor te groot. Granada verkocht het al snel door aan Logo Records van de uitgeverij Marshall Cavendish. Die verkreeg ook de resterende aandelen en verkocht het door aan Castle Communications, dat vervolgens werd opgeslokt door Sanctuary Records. De artiesten waren de dupe, want ze wisten op een gegeven moment niet meer bij wie ze moesten aankloppen voor heruitgaven. Dat terwijl de originele uitgaven ook al weinig soelaas brachten in de portemonnee.
Opvallend aan albums van TRA waren:
- de code waaronder de muziek verscheen (TRA),
- kant 1 van de elpees bevatte als label uitsluitend het Transatlantic-vignet, kant 2 de titels van de nummers.

## Artiesten (1961-1977)
Enige artiesten waren:
- Alberto Y Lost Trios Paranoias
- Marc Brierley
- Dave Cartwright
- Circus
- CMU
- Billy Connolly
- Contraband
- Reverend Gary Davis
- The Dubliners
- The Fugs
- Finbar & Eddie Furey
- Gryphon
- The Grehan Sisters
- The Humblebums
- Ian Campbell Group
- Bert Jansch
- Jody Grind

- The Johnstons
- Alexis Korner
- Little Free Rock
- Metro
- Ralph McTell
- Pasadena Roof Orchestra
- Pentangle
- Portsmouth Sinfonia
- Gerry Rafferty
- John Renbourn
- The Sallyangie
- Silly Wizard
- Skin Alley
- Storyteller
- Stray
- Unicorn
- The Young Tradition